# شهرستان لئون (فلوریدا)
شهرستان لئون، فلوریدا (به انگلیسی: Leon County, Florida) یک سکونتگاه مسکونی در ایالات متحده آمریکا است که در فلوریدا واقع شده‌است.

## خصوصیات
شهرستان لئون ۱٬۸۱۸٫۱۸ کیلومترمربع مساحت دارد.